# Ли Техун
Ли Техун (Сеул, 5. фебруар 1992) је јужнокорејски теквондиста. На Азијским играма 2010. освојио је златну медаљу, наредне године на Светском првенству такође је тријумфовао. На Азијском првенству 2012. освојио је злато, а на Олумпијским играма у Лондону сребро. Светско првенство 2013. такође је било успешно за њега када је освојио ново злато, а следеће године победе је однео на Азијском првенству и Азијским играма. На Светском првенству 2015. није успео да дође до медаље, изгубио је у шеснаестини финала. На Олимпијским играма у Рију 2016. освојио је своју другу медаљу, овог пута бронзу.